# Guy-Concordia (métro de Montréal)
Guy-Concordia, anciennement Guy, est une station de la ligne verte du Métro de Montréal. Elle est située rue Guy et boulevard De Maisonneuve dans l'arrondissement Ville-Marie à Montréal, province de Québec au Canada. Elle dessert notamment l'Université Concordia.

## Situation sur le réseau

Plan du métro (2021).

Établie en souterrain, Guy-Concordia est une station de passage de la ligne verte du métro de Montréal. Elle est située entre la station Atwater, en direction du terminus sud Angrignon, et la station Peel, en direction du terminus nord Honoré-Beaugrand.
Elle dispose des deux voies de la ligne, encadrées par deux quais latéraux. 

## Histoire
La station, alors dénommée Guy, est mise en service le 14 octobre 1966, lors de l'ouverture à l'exploitation de la première section de la ligne Verte de Atwater à Papineau. Créée par l'architecte de la Ville de Montréal J. A. Chicoine, elle est nommée en référence à la rue éponyme, qui doit elle-même sa nomination en rappel de celui de l'arpenteur Étienne Guy (1774-1820), qui était le propriétaire du terrain utilisé pour la création de la voie,.
La station est renommée Guy-Concordia en 1987, en référence à l'Université Concordia, créée en 1974, qui tire son nom de la devise de Montréal « Concordia salus »,.

## Services aux voyageurs

### Accès et accueil
La station dispose de deux accès : A, rue St-Mathieu, 1801, boulevard De Maisonneuve Ouest ; et B, 1445, rue Guy,.
L'édicule A comporte deux sorties. Une vers la Rue de Maisonneuve et l'autre vers la Rue Saint-Mathieu. L'édicule B comporte une seule sortie vers la Rue Guy. Il existe un tunnel qui connecte un pavillon de l'Université Concordia et plusieurs magasins se trouvent sur le chemin.

Installations
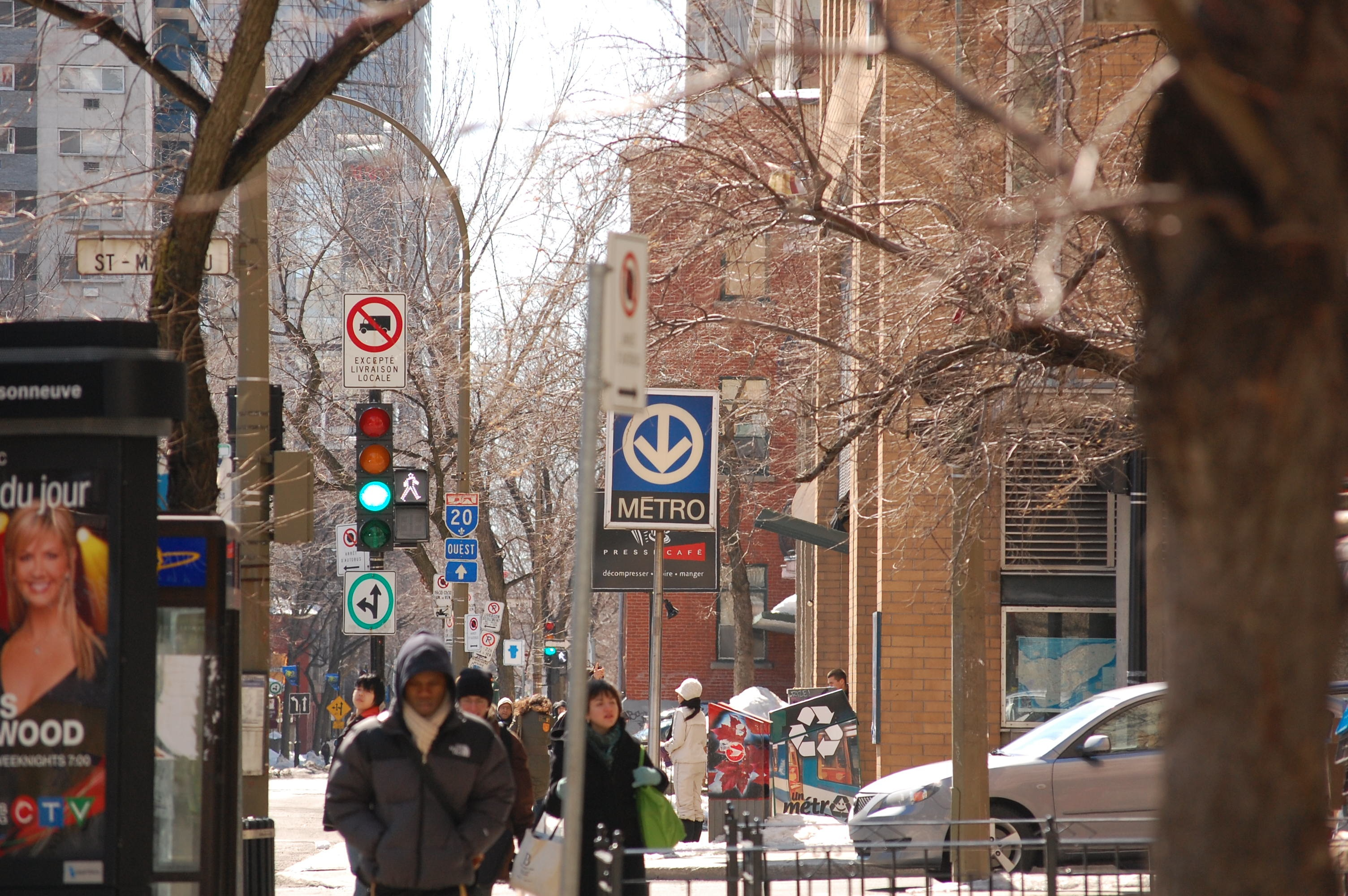
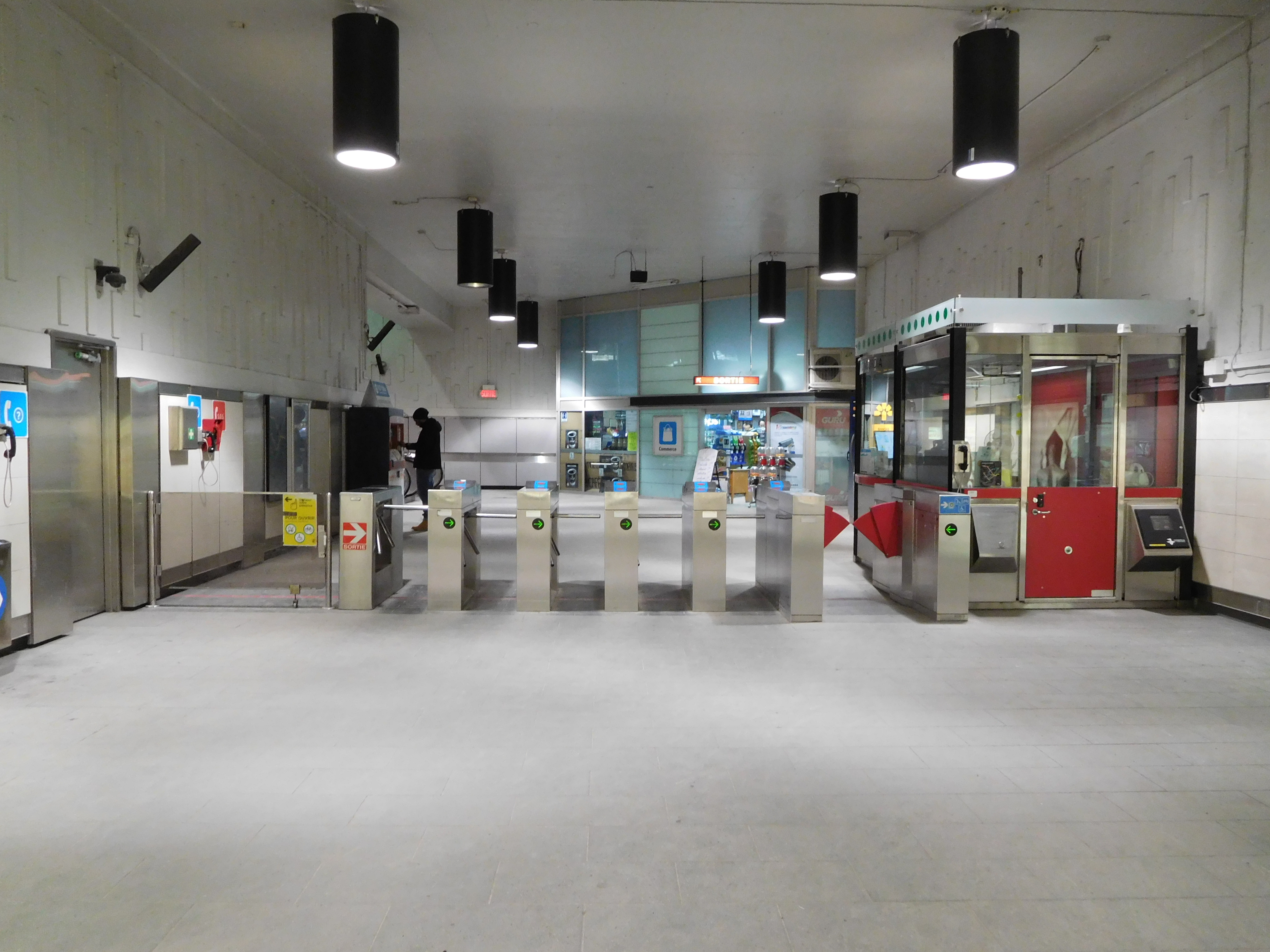
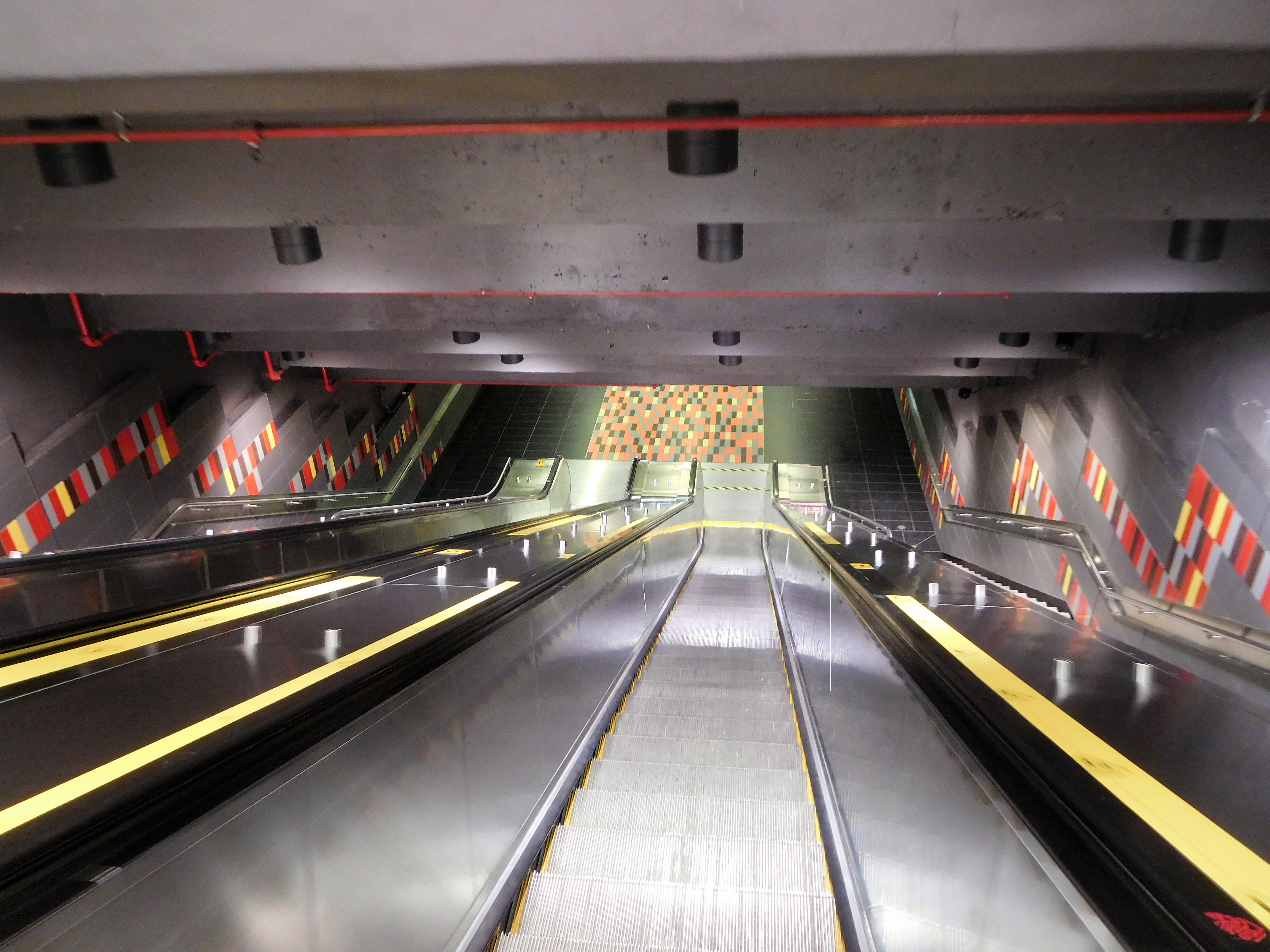

### Desserte
Guy-Concordia est desservie par les rames qui circulent sur la ligne verte du métro de Montréal. Le premier passage a lieu : tous les jours, à 05h51, en direction de Angrignon, et à 05h43, en direction de Honoré-Beaugrand, le dernier passage a lieu : direction Angrignon, en semaine et le dimanche à 01h03, le samedi à 01h33 ; direction Honoré-Beaugrand, en semaine et le dimanche à 00h48, le samedi à 01h18. Les fréquences de passage sont de 3 à 12 minutes suivant les périodes.

Installations
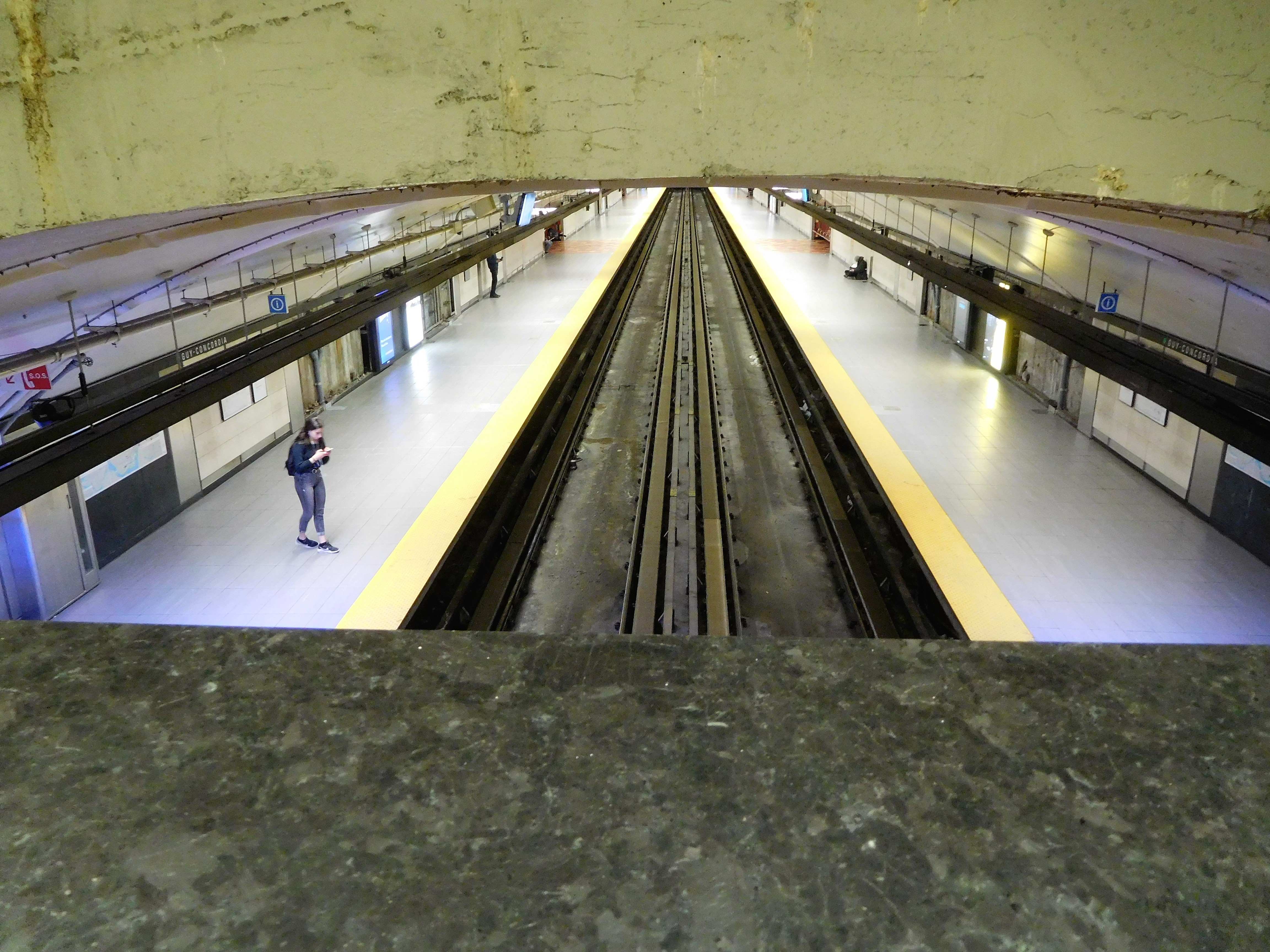
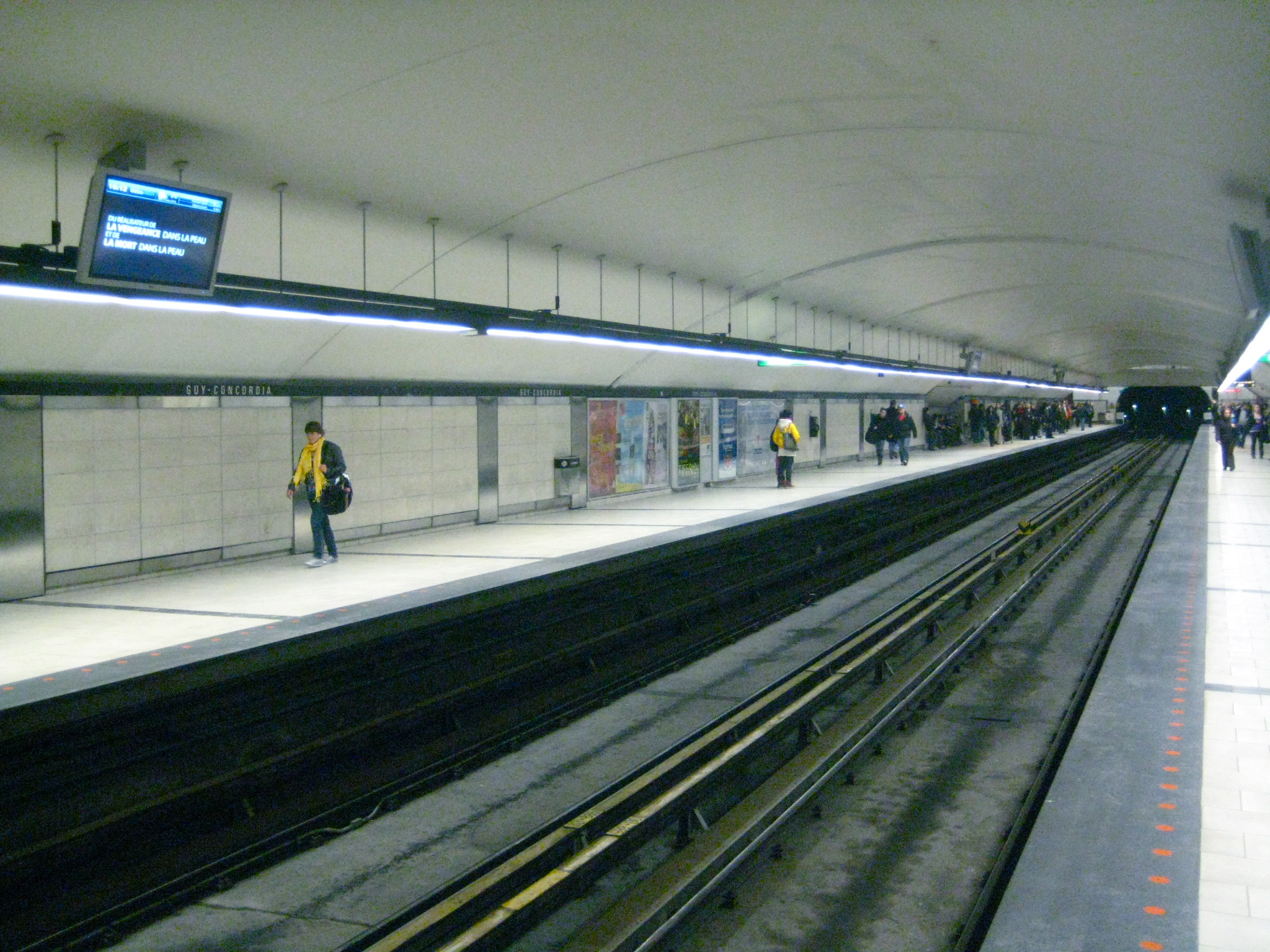
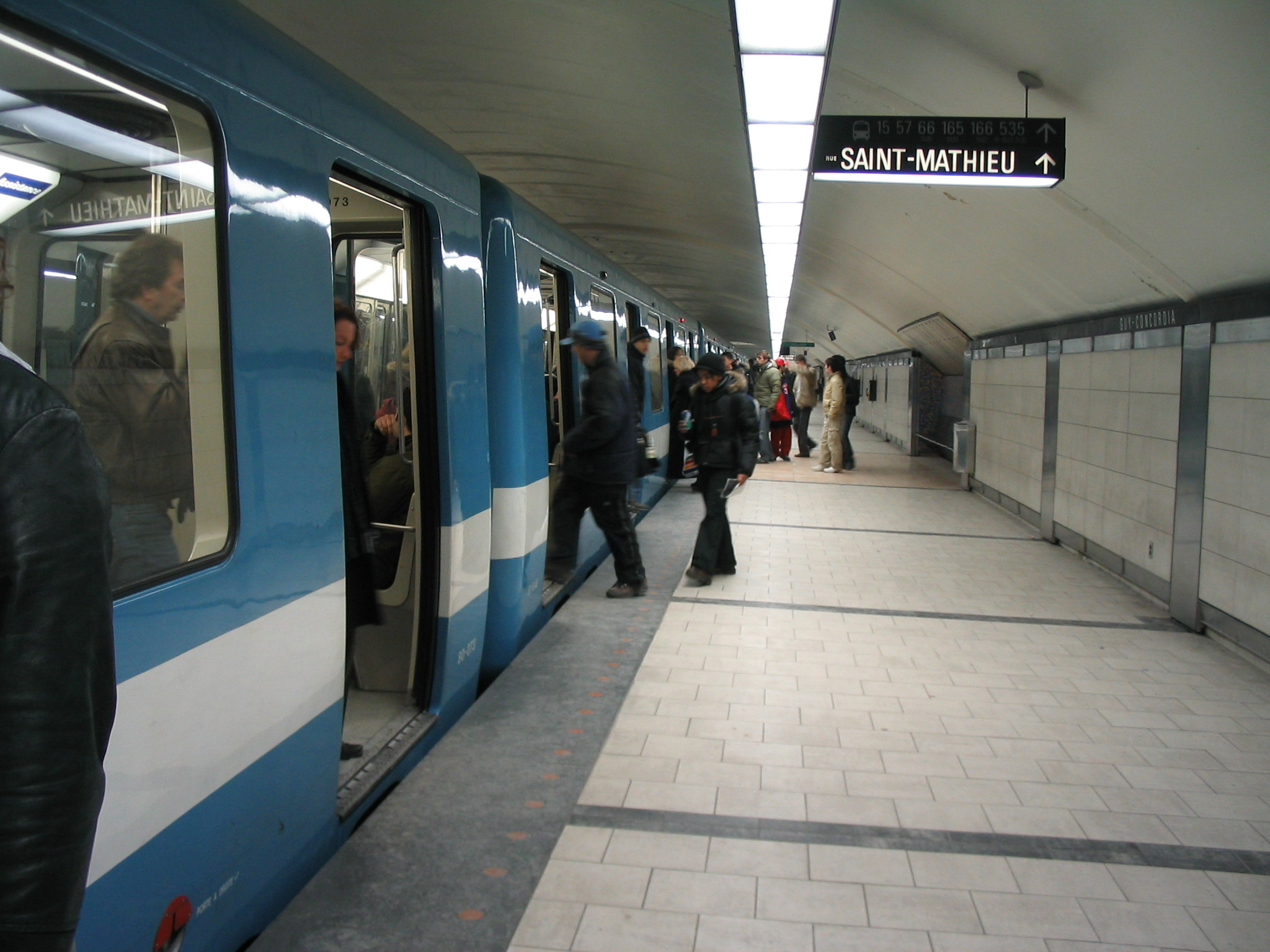

### Intermodalité
Proche de la station, des arrêts d'autobus sont desservis par les lignes de jour : 24 Sherbrooke, 66 The Boulevard, 71 Pointe-Saint-Charles, 165 Côte-des-Neiges et 166 Queen-Mary ; et par les lignes de nuit : 356 Lachine / YUL Aéroport / Des Sources, 358 Sainte-Catherine et  369 Côte-des-Neiges; ainsi que par des lignes express : 427 Express Saint-Joseph et 465 Express Côte-des-Neiges,.
Depuis le 26 août 2024, la ligne 15 Sainte-Catherine qui dessert le boulevard De Maisonneuve est abolie, au profit de la ligne 150 sur le boulevard René-Lévesque. La ligne 57 Pointe-Saint-Charles (Maintenant renommée 57 Charlevoix) qui dessert la station est remplacée par la 71 Pointe-Saint-Charles, qui desservira Pointe-Saint-Charles et la station De l'Église.

## À proximité
- Village Shaughnessy
- Accès à un segment du Montréal souterrain
- Université Concordia
- Musée des beaux-arts de Montréal
- Centre canadien d'architecture
- Collège de Montréal
- Mille carré doré
- Faubourg Ste-Catherine
- Grand séminaire de Montréal
- Tour Guy
- CLSC Métro
- Cuban Consulate-General
- Place Norman-Bethune
- Temple maçonnique de Montréal